# Gonzalo de Aliaga
Gonzalo Jorge de Aliaga y Ascenzo, VIII conde de San Juan de Lurigancho (6 de septiembre de 1947) es un noble peruano.

## Biografía
Gonzalo de Aliaga nació en Lima el 6 de septiembre de 1947, hijo de Luis de Aliaga Derteano y Olga Ascenzo. Su padre era hermano menor de Jerónimo de Aliaga Derteano, que en 1958 había rehabilitado el condado de San Juan de Lurigancho, como tataranieto de Juan José de Aliaga y Santa Cruz, el quinto conde.
Cuando tenía doce años, su abuelo paterno, Juan Pedro de Aliaga y Caballero, murió, por lo que su familia se trasladó a vivir a la Casa de Aliaga, histórica casona del centro de Lima. La familia Aliaga ha habitado esta casa, considerada la más antigua de América, de forma ininterrumpida por más de cinco siglos. Tras el terremoto de Lima de 1974 la propiedad sufrió graves daños, por lo que Aliaga contactó con el arquitecto Emilio Soyer Nash, para poder modernizarla y restaurarla. Actualmente Gonzalo de Aliaga sigue residiendo en la casona, la cual está abierta al público que quiera visitarla, previa cita.
En 2004 y tras la muerte sin sucesión de su hermano mayor Juan Luis, Gonzalo de Aliaga sucedió en el condado de San Juan de Lurigancho, convirtiéndose en el octavo titular.

## Vida personal
Contrajo matrimonio con Ana María Arrarte Fiedler. Son padres de tres hijos:
- María Eugenia de Aliaga Arrarte.
- Gonzalo de Aliaga Arrarte.
- Jerónimo de Aliaga Arrarte.

## Escudo de armas
|  | Notas Armas de Aliaga. Concedidas a Jerónimo de Aliaga en 1536. Timbre Corona condal. Armas Medio partido y cortado: 1.º oro un castillo de gules, 2.º sinople dos tigres de su color empinados y asidos de las garras, 3.º azur un navío con las velas desplegadas sobre ondas de plata y azur; bordura general de gules con ocho estrellas de oro de ocho puntas. |